# گمینا موشچنگتسا (استان لهستان کوچک‌تر)
گمینا موشچنگتسا (استان لهستان کوچک‌تر) (به لهستانی:  Gmina Moszczenica) یک گمینا در لهستان است که در شهرستان گورلیتسه واقع شده‌است. گمینا موشچنگتسا ۳۷٫۶ کیلومتر مربع مساحت و ۴٬۷۱۱ نفر جمعیت دارد.